# سد خلیفه‌لوی زنجان
سد خلیفه لو خرمدره یکی از سدهای در حال بهره‌برداری خرمدره است.